# The Ultimate Collection
The Ultimate Collection er Michael Jacksons eneste Box udgivelse, hvilken består af 4 CD'er og én live DVD med en koncert fra hans Dangerous tour i Bukarest i 1993.
På CD'erne bliver man ført gennem hele Michael Jackson's karriere helt fra Jackson Five tiden og op til en ny sang fra 2004 "We've had enough". På CD'erne var der adskillige hidtil uudgivet sange, demo'er og nye sange. Også The Ultimate Collection blev udgivet i en speciel udgave til USA. Det specielle ved den var at DVD'en var udgivet i et andet format og at selve boxen var hvid i stedet for sort som den er i resten af verden.

## Cd 1
1. "I Want You Back"; 2:58
2. "ABC"; 2:57
3. "I'll Be There"; 3:56
4. "Got to Be There"; 3:23
5. "I Wanna Be Where You Are"; 2:59
6. "Ben"; 2:44
7. "Dancing Machine"; 2:37
8. "Enjoy Yourself"; 3:40
9. "Ease on Down the Road" – (Diana Ross); 3:19
10. "You Can't Win"; 7:18
11. "Shake a Body"; 2:09
12. "Shake Your Body (Down to the Ground)"; 3:44
13. "Don't Stop 'til You Get Enough"; 6:04
14. "Rock with You"; 3:39
15. "Off the Wall"; 4:06
16. "She's Out of My Life"; 3:38
17. "Sunset Driver" - (Demo); 4:03
18. "Lovely One"; 4:50
19. "This Place Hotel"; 5:44

## Cd 2
1. "Wanna Be Startin' Somethin'"; 6:03
2. "The Girl Is Mine" - (Paul McCartney); 3:42
3. "Thriller"; 5:58
4. "Beat It"; 4:18
5. "Billie Jean"; 4:53
6. "P.Y.T. (Pretty Young Thing)" - (Demo); 3:46
7. "Someone in the Dark"; 4:54
8. "State of Shock" - (Mick Jagger); 4:30
9. "Scared of the Moon" (Demo); 4:41
10. "We Are the World" (Demo); 5:20
11. "We Are Here to Change the World"; 2:53

## Cd 3
1. "Bad"; 4:07
2. "The Way You Make Me Feel"; 4:58
3. "Man in the Mirror"; 5:20
4. "I Just Can't Stop Loving You" - (Siedah Garrett); 4:13
5. "Dirty Diana"; 4:41
6. "Smooth Criminal"; 4:17
7. "Cheater" - (Demo); 5:09
8. "Dangerous" - (Tidlig version); 6:40
9. "Monkey Business"; 5:46
10. "Jam" - (Heavy D); 5:39
11. "Remember the Time"; 4:00
12. "Black or White"; 4:16
13. "Who Is It" - (IHS Mix); 7:57
14. "Someone Put Your Hand Out"; 5:25

## Cd 4
1. "You Are Not Alone" - (udvidet version); 6:03
2. "Stranger in Moscow"; 5:44
3. "Childhood"; 4:28
4. "On the Line"; 4:53
5. "Blood on the Dance Floor"; 4:12
6. "Fall Again" - (Demo); 4:22
7. "In the Back"; 4:31
8. "Unbreakable" - (The Notorious B.I.G.); 6:26
9. "You Rock My World"; 5:09
10. "Butterflies"; 4:40
11. "Beautiful Girl" - (Demo); 4:03
12. "The Way You Love Me"; 4:30
13. "We've Had Enough"; 5:45

## DVD
Live in Bucharest: The Dangerous Tour
1. "Jam"; 8:16
2. "Wanna Be Startin' Somethin'"; 5:13
3. "Human Nature"; 5:02
4. "Smooth Criminal"; 6:00
5. "I Just Can't Stop Loving You"; 4:45
6. "She's Out of My Life"; 4:53
7. "I Want You Back/The Love You Save"; 2:17
8. "I'll Be There"; 4:33
9. "Thriller"; 5:51
10. "Billie Jean"; 7:44
11. "Workin' Day and Night"; 10:04
12. "Beat It"; 7:24
13. "Will You Be There"; 6:51
14. "Black or White"; 6:38
15. "Heal the World"; 8:53
16. "Man in the Mirror"; 13:28